# Баптизъм
Баптизмът – названието на деноминацията произхожда от гръцката дума „баптизо“, която означава кръщавам с вода - е протестантско религиозно движение в християнството, за което са характерни практикуването от членовете му водно кръщение (заедно с евхаристията - едно от двете им тайнства) чрез пълно потапяне само на съзнателни възрастни (хора преминали съответно считаната за детска възраст, което се обяснява с това, че представителите й нямат достатъчно познание, за да могат с убеденост и разум да схванат смисъла на ритуала и да служат на Бога), както и изключителен култ към Библията, каквато всеки баптист се счита длъжен да притежава и системно да изучава.

## История
Баптизмът възниква на базата на пуританизма в Англия под ръководството на Джон Смит през XVII век. Основоположник на баптизма в Германия е Йохан Онкен през 1823 г. Движението се разпространява отначало в Западна Европа, после - в Северна Америка, а от там – и по целия свят. 
Мисионери на "Американското библейско дружество" и "Британското и чуждестранно библейско дружество" пристигат по българските земи през 60-те години на ХІХ в. Заедно с емигранти от Русия, заселили се в Северна Добруджа, те създават общини в Русе, Лом и Казанлък. През 1859 г. в Стара Загора започва работа и печели обращенци (т.е. преминали към баптизма от други християнски групи) Теодор Байнгтън, който основава през 1863 г. и девическо училище. След Освобождението баптисктки общества се появяват в София, Варна, Чирпан и Станимака. Първите им проповедници са българи – Никола Влаев в Казанлък и родените в Лом Филип Каменов и Георги Искренов, а А. Либих извършва първото кръщение на българи също в Лом. Появяват се и първите конфликти като този през 1871 г. в Казанлък, когато местните православни граждани не позволяват тялото на покойната Ция Курдова да бъде погребано в гробищата.
През 1908 г. е основано местното обединение Съюз на евангелските баптистки църкви. Изследователят Момчил Петров описва протестантството в Царство България между двете световни войни и неговото отношението към обществено-политическите събития. Начело на Съюза през периода 1921 – 1923 г. е Христо Марчев. Според изследователя Бончо Асенов по времето на Народна република България баптизмът се възприема, като секта, а протестантските църковни служители се разглеждат като контрареволюционни елементи, провеждащи активна антинародна дейност.